# AIBO

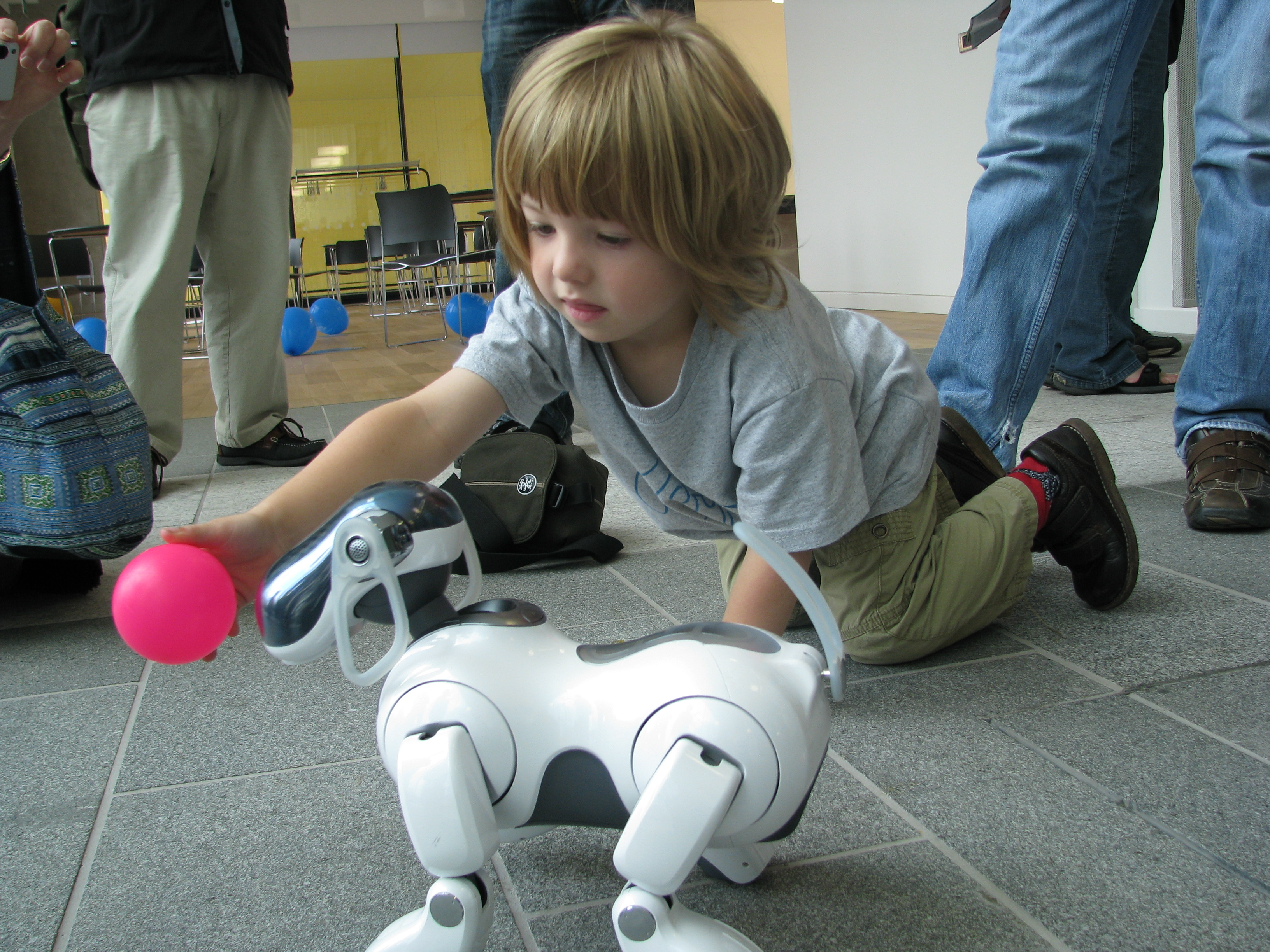

Aibo (яп. 愛慕 «айбо» означає «любов», «прихильність», а також може означати «товариш»; ще існує абревіатура англ. Artificial Intelligence RoBOt) — серія собак-роботів, розроблена компанією Sony.

## Можливості
Aibo вміє ходити, бачити навколишні предмети за допомогою відеокамери і інфрачервоних датчиків відстані, розпізнавати команди і обличчя. Робот є повністю автономним: він може вчитися і розвиватися, спираючись на спонукання свого господаря, обстановки, або іншого AIBO. Незважаючи на це, він піддається налаштуванням за допомогою спеціальних програм. Існує програмне забезпечення, яке імітує «дорослу собаку», яка відразу використовує всі свої функції, і програмне забезпечення, що імітує «цуценя», який розкриває свої можливості поступово.
«Настрій» Aibo може змінюватися в залежності від навколишнього оточення і впливати на поведінку. Інстинкти дозволяють Aibo рухатися, грати зі своїми іграшками, задовольняти свою цікавість, грати і спілкуватися з господарем, самостійно заряджатися і прокидатися після сну. Розробники стверджують, що у AIBO є симулювання шести емоцій: щастя, смутку, страху, антипатії, подиву і гніву.
Автором дизайну Aibo, який завоював безліч нагород, є японський художник-ілюстратор Хадзіме Сораяма.
Робот має 20 ступенів свободи. Також він оснащений різними датчиками (температури, відстані, прискорення, сенсорними датчиками і датчиком вібрації), відеокамерами, мікрофонами і гучномовцем. Aibo побудований на інтерфейсі OPEN-R, всередині знаходиться 64-розрядний RISC — процесор, керований ОСРЧ Aperios. В якості накопичувача використовується Memory Stick.
У 2006-му на деякий час розробка і виробництво AIBO були зупинені.
На чемпіонаті серед роботів RoboCup між перепрограмованими AIBO влаштовувалися футбольні матчі. Також роботи AIBO використовувалися в експерименті, результатом якого стала наукова публікація «Соціальна поведінка собак при зустрічі з собакоподібним роботом AIBO в нейтральній ситуації та під час годування».

## Історія
Розробка Aibo було розпочато в 1993 році в якості дослідницького проекту, і масове виробництво спочатку не планувалося. Перша модель Aibo була випущена в 1999 році.
26 січня 2006 року Sony анонсувала, що припиняє випуск Aibo і деяких інших продуктів з метою зробити компанію більш прибутковою. Також вона припинила розробку робота-андроїда QRIO. Гарантійна підтримка покупців припинялася поступово, остання модель ERS-7M3 була знята з підтримки в березні 2013 року.
З липня 2014 року Sony припинила випуск запасних частин для продуктів Aibo і не надавала ніякої підтримки користувачам в ремонті Aibo.
31 жовтня 2017 року Sony анонсувала нову версію Aibo ERS-1000, яка з'явилася у продажу з 11 січня 2018 року.

## Модельний ряд

### Перше покоління
- ERS110-ERS111 (1999) включав здатність вчитися від навколишнього середовища і виражати емоції

### Друге покоління
- ERS210 (2000) — додалися функції розпізнавання обличчя і голосу, датчики дотику
- ERS311-ERS312 (2001) — більш доброзичлива зовнішність
- ERS220 (2001) — новий hi-tech дизайн і поліпшені сенсори

### Третє покоління
- ERS-7 (2003) — з'єднання з Інтернетом за допомогою Wi-Fi і поліпшені можливості по взаємодії

### Четверте покоління
- ERS-1000 (2018) — з'єднання з Інтернетом за допомогою Wi-Fi і LTE, фотокамера, додаток, магазин трюків, хмарний бекап; кістка Aibone; вимагає підписку[10]